# Ayapana triplinervis
Ayapana triplinervis es una especie de arbusto de América tropical perteneciente a la familia  Asteraceae. 

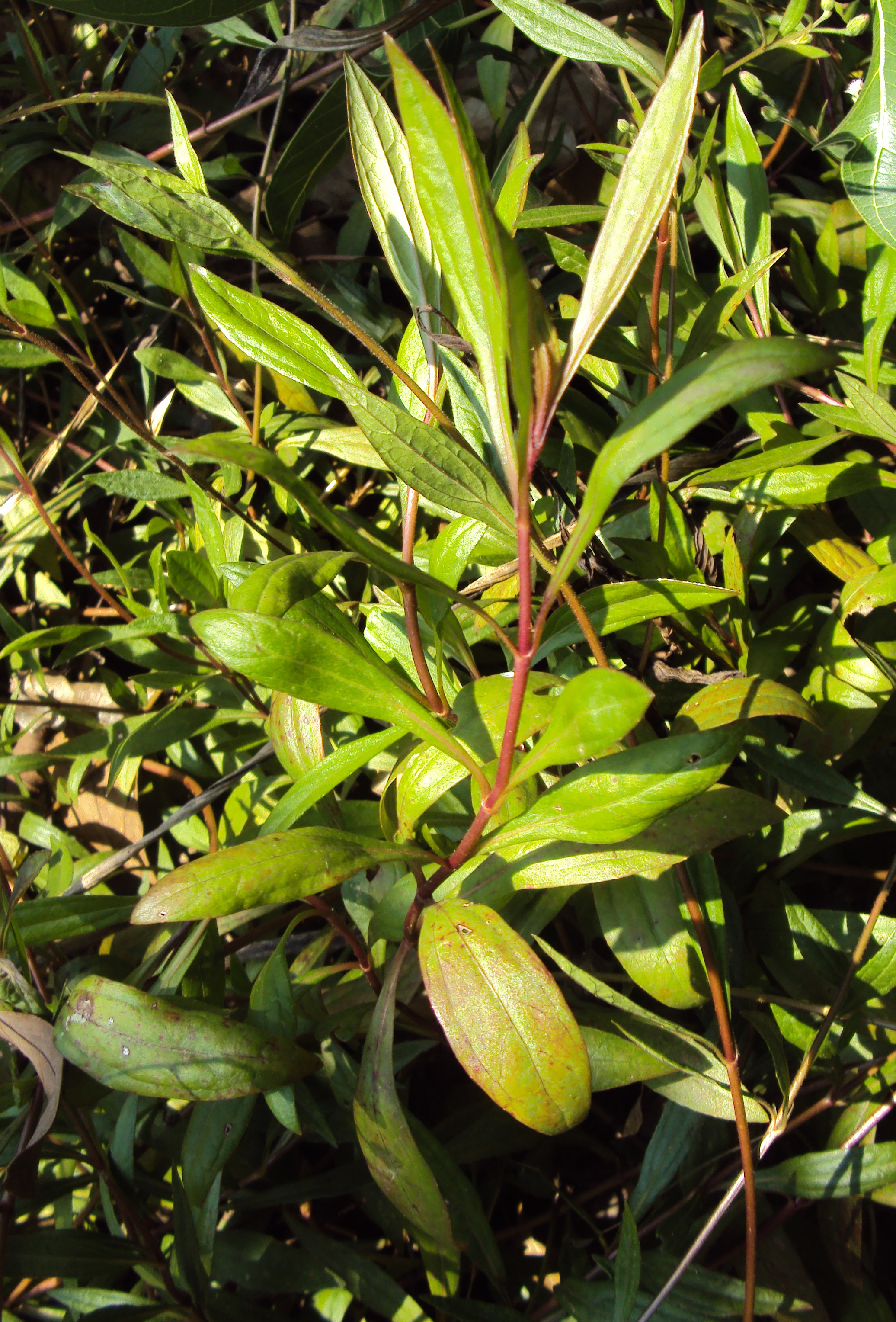
Hojas

## Descripción
Es una planta perenne delgada. Las hojas de color púrpura, subsésiles, lanceoladas, 3-nervadaa, acuminadas, subenteros, glabras. Inflorescencia en forma de corimbo laxo, cabezas pediceladas, con alrededor de 20 flores de color pizarra azul.   

## Propiedades
Esta planta tiene hojas largas y delgadas que se utilizan a menudo como planta medicinal estimulante. Contiene herniarina, un metoxilo de umbeliferona, mientras que su aceite esencial contiene éter dimetil thymohydroquinona.
- Una rica fuente de productos químicos naturales de la cumarina.
- Las hojas contienen un aceite volátil, aceite de Ayapana, 1,14%.
- La planta produce cineol, alfa-felandreno, alfa-terneol, ayapanina, ayapina, borneol, cumarina, sabineno, umbeliferona entre muchos otros.
- Hemarina, una de las cumarinas se utiliza como un remedio anti-tumor en la medicina herbal.
- El análisis fitoquímico de un extracto metanólico dio ácido hexadecanoico (14,65%), 2,6,10-trimetil, 14-etileno-14-pentadecne (9,84%), biciclo [4.1.0] heptano, 7-butilo (2,38%), ácido decanoico, 8-metil-, éster metílico (3,86%), 1-undecanol (7,82%), 1-hexil-1-nitrocyclohexane (2,09%), 1,14-tetradecanodiol (6,78%), ácido esteárico, 2 -hidroxi- 1,3-propanodiil éster.

## Taxonomía
Ayapana triplinervis fue descrita por (M.Vahl) R.M.King & H.Rob.  y publicado en Phytologia 20(3): 212. 1970.
Sinonimia
- Eupatorium ayapana Vent.[1]
- Ayapana officinalis Spach
- Eupatorium triplinerve (Vahl)
- Eupatorium luzoniense Llanos[4]

## Nombre común
Tiene los nombres de: aypana, aiapana, aiapaina, aipana, cagueña, curia, daun panahan, daun perasman, diapalma iapana, diarana-guaco, japana, japana-branca, sekrepatoe wiwir, pool root, white snakeroot, yapana, Diapana, Zèbe cont'la fièv ', Zèbe vulnéraire, Zèbe à thé, Zèbe cout'la